# Лазар, Дьёрдь
Дьёрдь Лазар (венг. Lázár György; 15 сентября 1924, Ишасег, медье Пешт, Венгрия — 2 октября 2014, Будапешт, Венгрия) — венгерский государственный деятель, председатель Совета министров Венгерской Народной Республики в 1975—1987 годах.

## Биография
Родился в семье железнодорожника. В 1942 году окончил государственное промышленное училище, после чего работал чертёжником на одном из строительных предприятий Будапешта. В 1944 году был призван в фашистскую молодежную организацию «Левенте», взят в плен советскими войсками в январе 1945 года. В плену вступил в просоветскую венгерскую армию, успел принять участие в боях за освобождение западной части страны. Был студентом Университета экономических наук имени Карла Маркса, но вуз не закончил. Член коммунистической партии с 1945 года.
С 1948 года работал в Госплане Венгерской Народной Республики, с 1952 — исполняющий обязанности начальника, с 1953 — начальник экономического отдела, с 1957 — начальник отдела годовых планов. В июне 1958 назначен первым заместителем председателя Госплана.
В 1963–1968 член Центральной ревизионной комиссии ВСРП, в 1968–1970 — председателем Профсоюза государственных служащих. В январе 1970 занял пост министра труда, в ноябре того же года был избран в члены ЦК ВСРП, в 1971–1973 был сопредседателем Национального совета по молодежной политике и образованию. 29 июня 1973 вернулся в Государственную плановую комиссию, став её председателем и, по должности, заместителем председателя Совета министров, был постоянным представителем Венгрии в Совете Экономической Взаимопомощи.
В марте 1975 на XI-м съезде ВСРП избран членом Политбюро. После отставки Йенё Фока с 15 мая 1975 — председатель Совета министров ВНР. В этом качестве был одним из ближайших сподвижников генерального секретаря ЦК партии Яноша Кадара. Сыграл активную роль в заметном росте внешней задолженности страны, либерализации рынка с начала 1980-х годов, лицензировании малого бизнеса, увеличении доли иностранных инвесторов и децентрализации системы планирования.
Весной 1987 года в ходе внутрипартийных перестановок был перемещён на должность заместителя генерального секретаря ЦК Я. Кадара. В мае 1988 года на партийной конференции не был переизбран в ЦК. 29 июня сложил свой парламентский мандат, который занимал с 15 июня 1975 и ушёл в отставку.
На пенсии вёл частную жизнь, был совершенно отстранен от публичной жизни, появляясь только на похоронах своих старых товарищей. Скончался в 2014 в Будапеште.
Считался отстранённым от политических вопросов, замкнутым для общения технократом.